# 오피오라이트
오피오라이트(ophiolite)란 해양지각의 일부가 압등되어 대륙지각 위에 얹혀있는 것을 말한다. 그 이름은 그리스어 ophis에서 온 것인데, 이는 뱀을 의미한다. 이렇게 명명된 것은 오피오라이트의 초고철질 복합체가 사문암화된 것을 의미하는 것이다. 오피오라이트의 존재는 판의 운동에 대해 이해하는데 중요한 역할을 한다.

## 정의
오피오라이트를 처음으로 정의한 사람은 1813년, 프랑스의 광물학자인 알렉산드르 브롱니아(Alexandre Brongniart)에 의해서였는데 그는 멜란지 안의 사문암을 가리키는데 그 용어를 사용하였다. 이후 1827년에 그는 이 용어를 다시 정의하여 아펜니노산맥에서 나타나는 반려암, 휘록암, 그리고 화산암의 계열로 정의하였다. 이후 구스타프 스타인만(Gustav Steinmann)이 1927년 이 용어에 대한 새로운 정의를 내렸는데, 그는 지향사 축을 따라 관입한 서로 연계된 염기성-초염기성 화성암 계열들이라고 하였다. 그는 오피오라이트에서 나타나는 페리도타이트, 반려암, 휘록암, 그리고 화산암과 그 우에 얹혀있는 심해저퇴적물들에 주목하였다.
이후 여러 학자들이 오피오라이트에 대해 기술하였으나 그에 대한 정의가 확정되지는 않았다. 이후 1972년 미국지질학회의 펜로즈 회의(Penrose Conference)에서 오피오라이트에 대한 정의를 내렸는데 그것은 아래와 같다.
아래에서부터 위로, 초고철질 구조암, 고철질-초고철질의 층상 화성암 복합체, 일부 섬록암과 화강암, 고철질 판상암맥, 그리고 고철질 화산암을 포함하며 연계되어 우에 얹혀있는 퇴적암과 크롬철광 광상으로 이루어지는 암석의 계열.

## 오피오라이트의 구성
오피오라이트의 구조는 초고철질-고철질 화성암들이 층상으로 누적되어 있기에 이를 위층서(pseudostratigraphy)라고 한다. 오피오라이트의 위층서는 아래에서부터 우로 다음과 같다.
1. 하쯔버자이트, 러졸라이트, 던나이트로 이루어진 초고철질암. 맨틀유동에 의한 구조변형을 받음. 사문암화되어 있을 수 있음
2. 반려암 복합체. 아래쪽은 층상, 웃층은 층구조가 없음
3. 고철질 판상암맥(sheeted dyke) 복합체, 흔히 휘록암으로 되어있음
4. 고철질 화산암 복합체. 흔히 베개용암으로 되어있음

그 우에 심해저퇴적물이 얹혀있다. 그러나 모든 오피오라이트에서 이러한 계열이 뚜렷하게 드러나는 것은 아니며 흔히 일부 계열만 부분부분 나타난다.
모호면의 경우 암석학적 모호면과 지진파 모호면 두 가지가 나타나는데, 이는 해양지각의 하부와 맨틀이 모두 초고철질암으로 되어있기 때문에 나타나는 현상이다. 즉, 둘의 밀도가 거의 같기에 지진파로는 이들을 분간하지 못하여 지진파 모호면이 고철질과 초고철질암의 경계에 나타나는 것이다. 실제 모호면은 암석학적 모호면으로 초고철질 누적암과 맨틀 구조암의 경계이다.
그런데, 이러한 오피오라이트의 층상 구조는 오피오라이트의 종류에 따라 약간 다르게 나타날 수 있다. 오피오라이트의 종류에는 하쯔버자이트 오피오라이트(HOT)와 러졸라이트 오피오라이트(LOT)가 있는데, 하쯔버자이트 오피오라이트는 부분용융이 활발한 경우, 러졸라이트는 부분용융이 약한 경우에 나타난다. 이들의 차이는 우에 얹힌 퇴적물부터 층상 구조의 구성 등 다양하다. 우에 얹힌 퇴적물의 경우 HOT는 심해성퇴적물이나 LOT의 경우에는 심해성퇴적물 외에도 천해성퇴적물, 오피오라이트 조각을 함유한 각력암 등 다양하게 나타난다. 고철질암 부분의 경우 LOT에 비해 HOT가 더 두껍고, 반려암 계열이 더 잘 나타나고 있다. 초고철질암 부분의 경우에는 HOT는 하쯔버자이트와 던나이트, LOT는 러졸라이트가 나타난다. 이들의 특징을 표로 요약하면 다음과 같다.
| /                           | HOT                                 | LOT                                                             |
| --------------------------- | ----------------------------------- | --------------------------------------------------------------- |
| 웃층의 퇴적층               | 해저퇴적물과 화산분출물             | 해저퇴적물과 화산분출물, 각력암                                 |
| 바닥                        | 변성된 해양각의 하부                | 변성된 해양각 또는 대륙각의 하부                                |
| 고철질암 층의 두께          | 2-3, ~7 km                          | 0-1, 2-3 km                                                     |
| 층상반려암                  | 두껍고 연속적으로 발달함            | 얇고 불연속적이거나 종종 빠짐                                   |
| 관입암                      | 드물게 휘록암 암맥, 웰라이트 암체   | 수많은 휘록암 층상암맥                                          |
| 현무암의 화학성             | 쏠레아이트                          | 알칼리/쏠레아이트                                               |
| Fe-Ti/Mg 반려암             | 작음                                | 큼                                                              |
| 저온소성변형                | 드뭄                                | 잦음                                                            |
| 초고철질암의 구성           | 하쯔버자이트, 던나이트              | 사장석 러졸라이트                                               |
| 고온소성변형구조            | 평평한 엽리, 국부적으로 수직한 선리 | 급히 기우는 엽리와 적당히 기우는 선리                           |
| 네오블라스트(neoblast) 크기 | ~4 mm                               | ~0.5 mm                                                         |
| 크롬철광 광체               | 있음                                | 없음                                                            |
| 휘록암                      | 드뭄                                | 상부에 흔함                                                     |
| 사문암화                    | 리자다이트(lizardite)               | 리자다이트, 안티고라이트(antigorite), 오피칼사이트(ophicalcite) |

## 오피오라이트의 형성과 지체구조
판구조론이 확립되기 전에는 오피오라이트를 지향사 축에서 분출한 초염기성-염기성 암장이라고 생각했으나 판구조론이 확립되고 난 이후에는 오피오라이트는 중앙 해령에서 생성된다는 의견이 지배적이였다. 그러나 1973년 일본의 지질학자 미야시로 아키호(都城秋穂)에 의해 새로운 의견이 제시되었다. 미야시로는 키프로스의 투르도스(Troodos) 오피오라이트를 지화학적으로 연구했는데, 일본의 이즈-보닌 제도의 화산암들과 투르도스의 용암들이 지화학적으로, 특히 주요원소의 화학구성에서 유사함을 가진다는 것에 착안하여 투르도스 오피오라이트는 중앙 해령에서 생긴 것이 아니라 도호 환경(Island arc)에서 생성되었음을 제시하였다. 이 견해는 무어(Moores)가 "주요원소는 변질과정에서 그 양이 바뀔 수 있기 때문에 신뢰할 수 없다"라고 하였으나 이후 비유동성 원소를 통한 지화학연구에서 미야시로의 의견대로 투르도스 오피오라이트는 도호 환경에서 생성되었음이 밝혀지게 되었다. 현재는 오피오라이트가 해령과 도호 뿐 아니라 전호분지(forearc basin), 배호분지(backarc basin)에서도 생성될 수 있음이 알려져 있다.

### 마그마방 이론
해양각이 형성되기 위한 마그마방의 이론에 대해서는 여러가지가 있는데, 아래와 같다.
1. 날개형 마그마방 이론(Wing-shaped magma chamber) : 그린바움(Greenbaum)이 1972년 처음 제시한 모형으로 누적암의 형성이 마그마방의 바닥에서 일어난다는 모형이다. 누적암은 분출하는 축에서는 생성되지 않고, 마그마방 외곽으로 갈수록 두꺼워진다. 감람석과 크롬철광은 축에서 분출하는 마그마에서 가장 먼저 정출되어 축 가까이, 아래쪽에 누적되고 사장석은 나중에 정출되고 밀도가 보다 낮기 때문에 누적암의 웃층을 차지한다. 이 모형은 오만의 오피오라이트에 기초하여 연구된 것이나 여전히 오만의 오피오라이트 특성과 일치하지 않는 점이 있다. 첫째는 기저의 반려암이 아래의 초고철질암과 그 안의 엽리구조와 실제로는 평행하다는 점이며 둘째는 층상구조의 경사가 웃층으로 갈수록 커진다는 것이다. 마지막은 실제 오피오라이트에서의 층상구조가 전위되어 있는데 이 모형에서는 화성활동에 의한 일차적인 층상구조의 형성만 고려하고 있다는 점이다.
2. 침강형 마그마방 이론(Subsiding magma chamber) : 이 이론은 슬립(Sleep)이 1975년 처음 제시한 모형으로 맨틀 연약권이 마그마방 축을 따라서 상승하여 약간 불룩 튀어나온 구조를 만들고 이에 따라서 누적암들이 침강한다는 모형이다. 연약권이 조금만 들어올수록 누적암은 급경사를 가지게 된다. 이 모형은 실제 해령 아래의 구조를 바탕으로 한 것으로 실제 구조와 잘 맞고 부분적으로 누적층의 상부가 경사져있음을 설명할 수 있지만 이 모델에 따르면 누적암 하부와 초고철질 구조암 사이에 경사각이 있어야 하는데 실제 오피오라이트에서 그 각도가 관찰되지 않는다는 점이 문제이다.
3. 트로프 이론(trough model) : 케세이(Casey)와 카슨(Karson)이 1981년 제시한 모형으로 해령 아래의 연약권이 발산하여 축을 따라 구유모양의 마그마방을 만든다는 모형이다. 이 모형에 따르면 층상 반려암이 마그마방의 고인 벽면과 바닥면에서 누적된다. 이 모형은 베이 오브 아일랜즈(Bay of Islands) 오피오라이트에서 관찰된 층상 반려암의 회전을 설명할 수 있다. 또한 판상암맥의 휘어진 모양으로도 추론할 수 있다. 그러나 이 모형은 어떠한 지질학적이나 지구물리학적 근거가 보장되어 있지 않다.
4. 텐트형 마그마방 이론(Tent-shaped magma chamber) : 오만의 오피오라이트를 구조지질학적으로 연구하여 니콜라스(Nicolas) 등이 1986년 발표한 모형이다. 이 모형은 초고철질 구조암과 층상반려암 사이에 잇달리는 구조적 연속성이 있고 층상반려암은 마그마 유동에 의해 전위되어 있으며 상층의 반려암에서는 판상암맥의 방향과 평행하게 점차 회전한다는 구조적특징에 기반한 것이다. 이 모형에서는 마그마방이 평평하고 그 지붕은 좁으며 마그마가 굳는 마그마방 벽면에 평행하게 층구조가 있다는 모형이다.

이러한 마그마방의 형성에 대해서는 수직적인 균열이 인장되어 마그마가 새어나온다는 의견과 지각하부에 정치된 암장이 점차 부어오른다는 의견이 있다. 그러나 이 두 의견 모두 해양지각에서는 균열을 따라 해수가 순환하며 냉각시켜주기 때문에 부분용융이 일어나기 어렵다는 문제점에 직면하고 있다. 수직적인 균열의 경우 수백 미터 정도로 제한되며 균열의 성장은 해양지각의 확장속도에 의존하고 있다.

### 판상암맥의 발생
오피오라이트에서 나타나는 특징의 하나는 판상암맥(sheeted dykes)이다. 이러한 판상암맥은 대개 휘록암으로 되어있는데, 한쪽 방향으로만 chilled margin 즉 냉각접촉부가 배열되어 있는 것을 현장에서 관찰할 수 있다. 이러한 것은 같은 연약대를 따라서 암장활동이 진행되어 암맥이 형성된 후 그 자리를 비집고 더 어린 암맥이 들어와 자르기 때문에 발생하는 일이다. 종종 이 냉각접촉부가 배열방향이 변하는 경우가 있는데 이는 마그마분출이 한 연약대에서 다른 연약대로 도약하기 때문에 일어나는 현상이다. 또 이 휘록암 판상암맥은 페리도타이트와 층상반려암의 상부와 날카로운 경계를 짓고있는데 특히 LOT에서 흔하며 HOT에서는 드물다. 이러한 일은 지각하부에서 어떻게 용융된 마그마가 공급되고 굳어가는지를 알려주는데, HOT의 경우에는 보다 암장활동이 활발한 환경이고 페리도타이트의 온도가 식는다 해도 여전히 400-450 °C로 높은 편이다. 그렇기 때문에 천천히 마그마가 굳어 휘록암 대신에 반려암을 형성하는 것이다.

## 압등과정
오피오라이트의 압등(obduction) 과정에 대한 모형은 여러가지가 제시되어 왔다. 그 모형들은 아래와 같다.
1. 테티안 형 오피오라이트(Tethyan-type). 이 경우에는 수동성의 대륙연변부 우로 오피오라이트가 얹히는 것으로 대륙지각의 연변부가 해양지각 아래로 섭입하다가 대륙지각이 해양각이나 맨틀보다 밀도가 낮기 때문에 부상하여 그 우의 해양지각을 끊고 오피오라이트를 얹는 모형이다. 이 경우 섭입(충돌)이 종료된다.
2. 코딜러란 형 오피오라이트(Cordilleran-type). 이 경우에는 활동성 대륙연변부 우에 오피오라이트가 얹힌다. 이 경우 해양각이 대륙각 아래로 섭입한다. 섭입하는 중에, 기존재하는 해양각 내의 단층이나 해령축을 따라서 섭입방향과 반대 방향의 충상단층이 발생해 섭입을 하면서 해양각이 대륙각 우로 올라타는 경우이다.
3. 중력미끄럼 모형(Gravity sliding model)은 섭입하는 해양각에 의해 그 우의 맨틀이 수화되어 사문암화되면 밀도변화에 의해 사문암화된 맨틀물질이 우로 부상하여 중력에 의해 미끄러져 얹힌다는 모형이다. 그러나 이 모형은 기각되었는데, 많은 오피오라이트복합체가 사문암화되지 않은 초고철질암체를 포함하고 있기에 실제로 사문암화된 정도에 의해서 우로 부상하기에는 밀도변화가 불충분하며 대륙지각쪽으로 내려가는 경사가 있어야 하기 때문에 폐기되었다.
4. 현재 가장 잘 받아들여지는 모형은 섭입대 뒤에서 생성되는(back-arc) 해양지각이 계속되는 섭입과 충돌에 의해 다시 해양이 닫히면서 압등된다는 이론이다.

## 세계의 오피오라이트
잘 연구된 것은 오만의 세마일(Semail) 오피오라이트로 이에 대한 연구는 오피오라이트 이론에 대한 중요한 역할을 놀았다. 세마일 오피오라이트는 가장 큰 오피오라이트 복합체 중 하나로 잇달린 길이가 500 km이며 폭은 50-100 km, 두께는 15 km에 달한다. 이는 백악기 하세의 신테티스 해(Neotethys ocean)의 일부로 신테티스 해가 100 Ma부터 북북동 방향의 해양각이 남남서 방향으로 충상단층으로 타고 올라오면서 형성되었다. 오피오라이트의 구성요소 대부분이 잘 보존되어 있다.
한편 알프스-지중해(Alpine-Mediterranean) 오피오라이트는 세마일 오피오라이트와는 다른 양상을 보이는데 세마일 오피오라이트가 해양 한가운데에서 생성된 것과는 달리 이들은 해양각 연변부에서 기원한 것으로 대륙충돌에 의해 우로 압등하였다. 알프스-지중해 오피오라이트는 드러나는 많은 곳에서 반려암과 판상암맥이 부재함이 알려져 있다.
한반도의 경우, 고생대 페름기의 초염기성암 복합체인 청진암군과 그 우에 얹혀있는 계룡산통의 현무암과 저탁암류, 분출퇴적암이 오피오라이트적 특성을 보인다는 견해가 있다.

## 오피오라이트와 크롬철광 광상
오피오라이트에서 크롬철광(Chromite) 광상이 연계되어 있는데 이들은 흔히 복잡한 관상 혹은 고구마줄기상(podiform)이다. 크롬철광 광상은 크롬철광 덩어리 혹은 던나이트 내에 감람석, 사문석화된 감람석과 함께 25% 이상을 크롬철광이 점유하고 있는 형태로 나타난다. 많은 경제적 광상들은 하쯔버자이트 오피오라이트에서 나타나는데 이들은 암석학적 모호면의 500 m - 1000 m 아래에 몰켜있다. 이들의 발생은 여러 번 이어지는 마그마 분출에 의한 것으로 요해되고 있다. 원시마그마가 우로 올라오면서 하쯔버자이트가 부분용융되는데, 용융된 마그마는 우로 뜨는데 이 마그마는 감람석과 사방휘석에 평형이 맞춰져있다. 그리고 부분용융되고 남은 부분은 던나이트로 남는다. 그리고 계속되는 분출에 의해 새로운 원시마그마가 우로 떠오르면 부분용융된 마그마와 섞이며 안정상이 크롬철광 영역으로 이동하며 크롬철광이 침전된다. 이러한 작용이 반복되어 크롬철광 광체가 형성되는데 이들은 맨틀유동에 의해 불규칙한 모양으로 변형된다.